# Cambarellus chapalanus
Espèce
Synonymes
- Cambarellus (Cambarellus) chapalanus (Faxon, 1898)[2]
- Cambarus chapalanus Faxon, 1898[2]

Statut de conservation UICN

 NT  : Quasi menacé
Cambarellus chapalanus, communément appelé Écrevisse à deux bandes, est une espèce d'écrevisses de la famille des Cambaridae.

## Description
Cambarellus chapalanus est une écrevisse naine de couleur grise possédant deux bandes très foncées, presque noires, sur toute la longueur des segments abdominaux. Sa taille va jusqu'à 30 mm pour les mâles et 40 mm pour les femelles. Elle peut vivre une année et demie.
Cambarellus chapalanus vit dans la végétation et reste très active la journée toujours en quête de nourriture.

## Reproduction
Le mâle se différencie de la femelle par la présence de deux petits appendices près de son organe reproducteur.
À partir de l'âge de quatre mois, la femelle pourra être fécondée et portera entre 20 et 40 œufs sous son abdomen. Les juvéniles sortent de l'œuf après deux semaines, mais restent crochés sous l'abdomen de la femelle une semaine encore.
Les petits sont la copie conforme des adultes et peuvent se manger entre eux si la population du bac est trop élevée. Il convient donc d'offrir aux juvéniles de nombreuses cachettes.
Lors de la fécondation, le mâle retourne la femelle et la bloque à l'aide de ses pinces. La fécondation peut durer plusieurs minutes. À la naissance, on distingue une proportion déséquilibrée entre les deux sexes. Il naît en effet quatre mâles pour une femelle. Une nourriture relativement riche en protéine est nécessaire pour le bon démarrage des écrevisses pour ensuite passer à une nourriture plus « équilibrée » avec plus de végétaux.

## Publication originale
- (en) Walter Faxon, « Observations on the Astacidae in the United States National Museum andin the Museum of Comparative Zoology, with descriptions of new species », Proceedings of the United States National Museum, Washington, Inconnu, vol. 20, no 1136,‎ 1898, p. 643–694 (ISSN 0096-3801 et 2377-6560, OCLC 1259735, DOI 10.5479/SI.00963801.20-1136.643, lire en ligne).